# Fiebrigella
Fiebrigella is een vliegengeslacht uit de familie van de halmvliegen (Chloropidae).

## Soorten
- F. catalpae (Malloch, 1913)
- F. magnipalpis (Becker, 1912)
- F. oophaga (Sabrosky, 1967)